# سیاه‌کاج

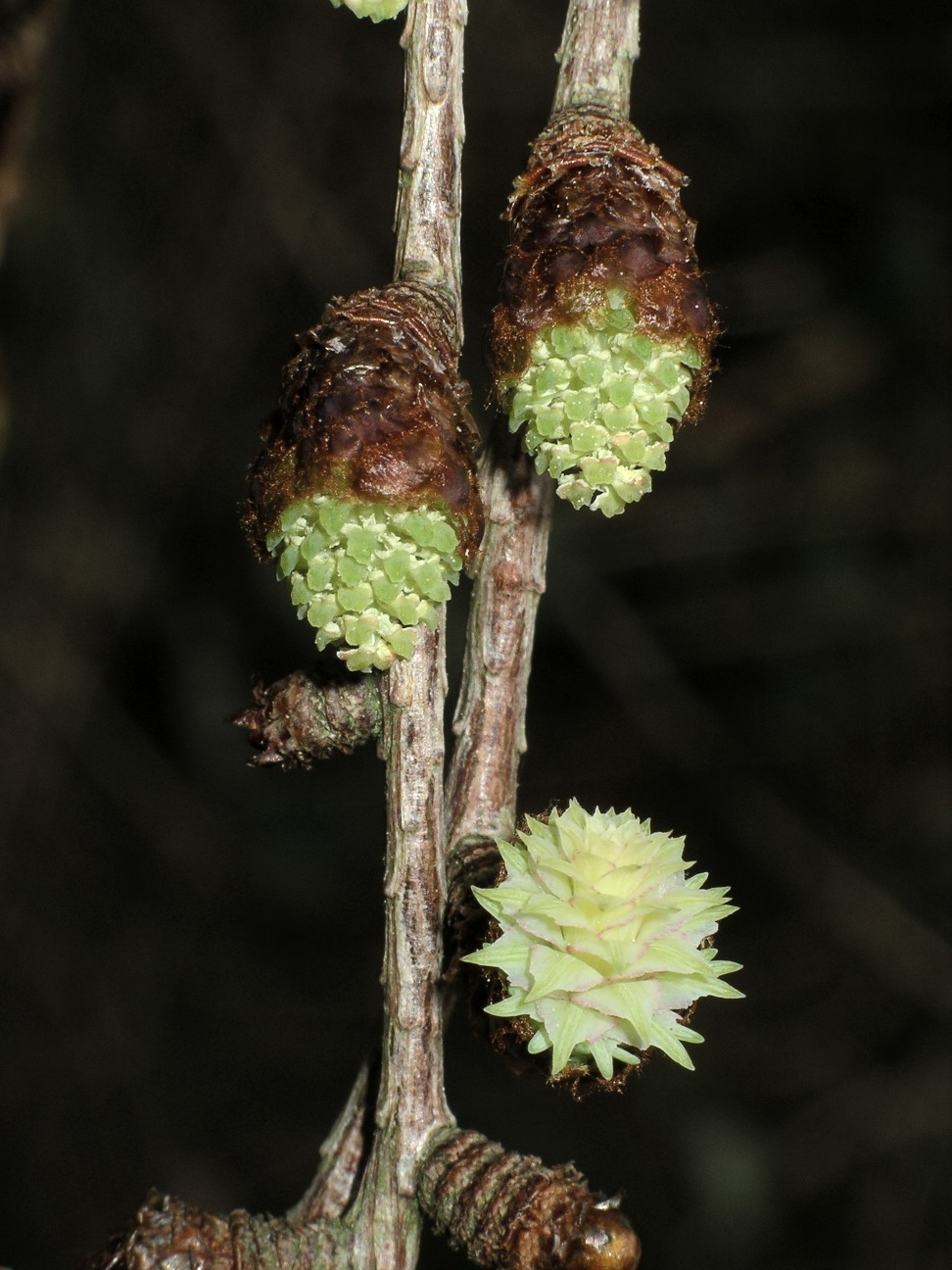
جوانه‌زدن بهاری مخروطهای نر (بالا) و ماده (پائین سمت راست) یک سیاه‌کاج ژاپنی

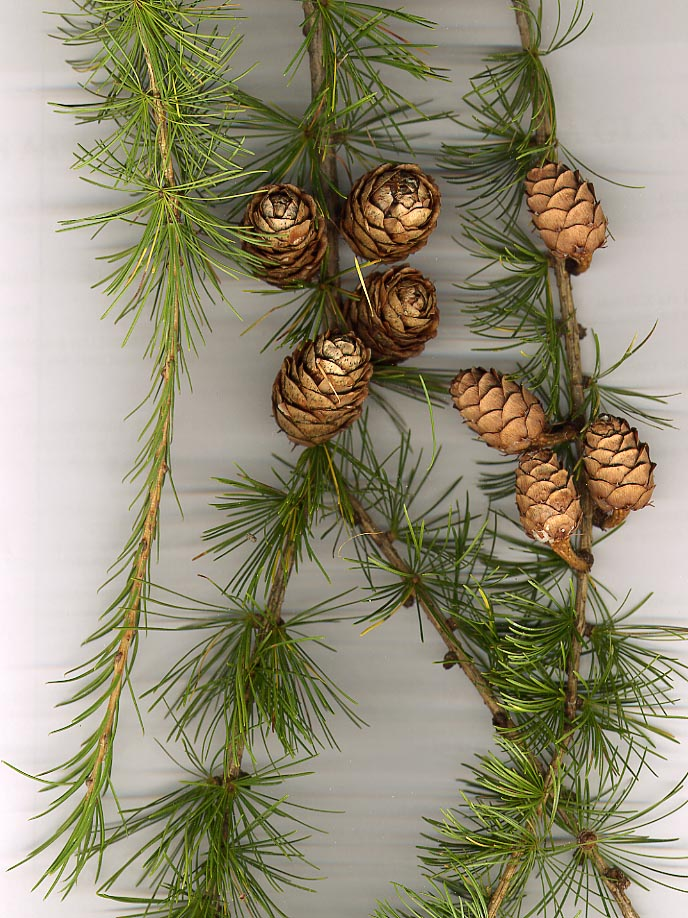
برگ و میوه کاج اروپایی

سرده (جنس) سیاه‌کاج‌ها (Larix) یا کاج اروپائی درختی است از دسته مخروطیان (Pinophyta)، رده ناژویان (Pinopsida)، راسته کاج‌سانان (Pinales)، تیره کاجیان (Pinaceae).
سیاه‌کاج‌ها بومی بیشتر مناطق سرد نیمکره شمالی هستند. این درختان از درختان غالب در تایگاهای روسیه و کانادا می‌باشند. سیاه‌کاج‌ با اینکه سوزنی برگ است درختی برگ ریز می باشد.

## کاربردها
چوب سیاه‌کاج چوبی با ارزش، ضد آب و بادوام است. الوارهای آن بخاطر نداشتن گره شاخه‌ای محبوبیت زیادی در صنعت قایقسازی دارند.
از سیاه‌کاج به عنوان گیاه درمانی هم استفاده شده.

## گونه‌ها و رده‌بندی
۱۰ تا ۱۴ گونه از سیاه‌کاج تعریف شده‌است:
جهان قدیم
- سیاه‌کاج اروپایی (Larix decidua یا L. europaea) . کوه‌های اروپای مرکزی.
- سیاه‌کاج داهوری (Larix gmelinii یا L. dahurica) . دشت‌های شرقی سیبری.
- سیاه‌کاج هیمالیا (Larix griffithii یا L. griffithiana). کوه‌های شرقی هیمالیا
- سیاه‌کاج لانگتانگ (Larix himalaica). کوه‌های هیمالیای مرکزی.
- سیاه‌کاج ژاپنی (Larix kaempferi یا L. leptolepis). کوه‌های ژاپن مرکزی.
- سیاه‌کاج تبتی (Larix kongboensis یا L. grffithii). کوه‌های جنوب شرقی تبت.
- سیاه‌کاج بزرگان (Larix mastersiana). کوه‌های غربی چین.
- سیاه‌کاج چینی (Larix potaninii). کوه‌های جنوب غربی چین (سیچوآن)، شمال استان یون‌نان چین.
- سیاه‌کاج شاهزاده روپرخت (Larix principis-rupprechtii). کوه‌های شمالی چین (شانژی و هبئی)
- سیاه‌کاج سیبری (Larix sibirica). دشت‌های سیبری غربی.
- سیاه‌کاج یون‌نان (Larix speciosa). کوه‌های اقصی نقاط جنوب غربی چین، جنوب غربی استان یون‌نان چین، شمال شرقی میانمار.

جهان نو
- سیاه‌کاج آمریکایی (Larix laricina). دشت‌های شمالی شمال آمریکا.
- سیاه‌کاج کوهپایه (Larix lyallii). کوه‌های شمال غربی ایالات متحده آمریکا و جنوب غربی کانادا (در بلندی‌ها).
- سیاه‌کاج غربی (Larix occidentalis). کوه‌های شمال غربی ایالات متحده آمریکا و جنوب غربی کانادا (در ارتفاعات کم).